# Schäfmoos
Schäfmoos ist ein Ortsteil der Gemeinde Fuchstal im oberbayerischen Landkreis Landsberg am Lech. 

## Geografie
Die Einöde liegt auf einem Moränenrücken, der das Wertachtal vom Lechtal trennt.

## Geschichte
Schäfmoos wird 1595 erstmals als Schefmos erwähnt.
Nach der Vereinödung im Dreißigjährigen Krieg entstand 1626 eine herrschaftliche Schäferei, die jedoch bereits 1665 an zwei Bauern verkauft wurde. In den Jahren 1696–97 wurden beide Höfe neu aufgebaut, sie werden bis heute landwirtschaftlich genutzt.

## Baudenkmäler
Siehe: Liste der Baudenkmäler in Schäfmoos

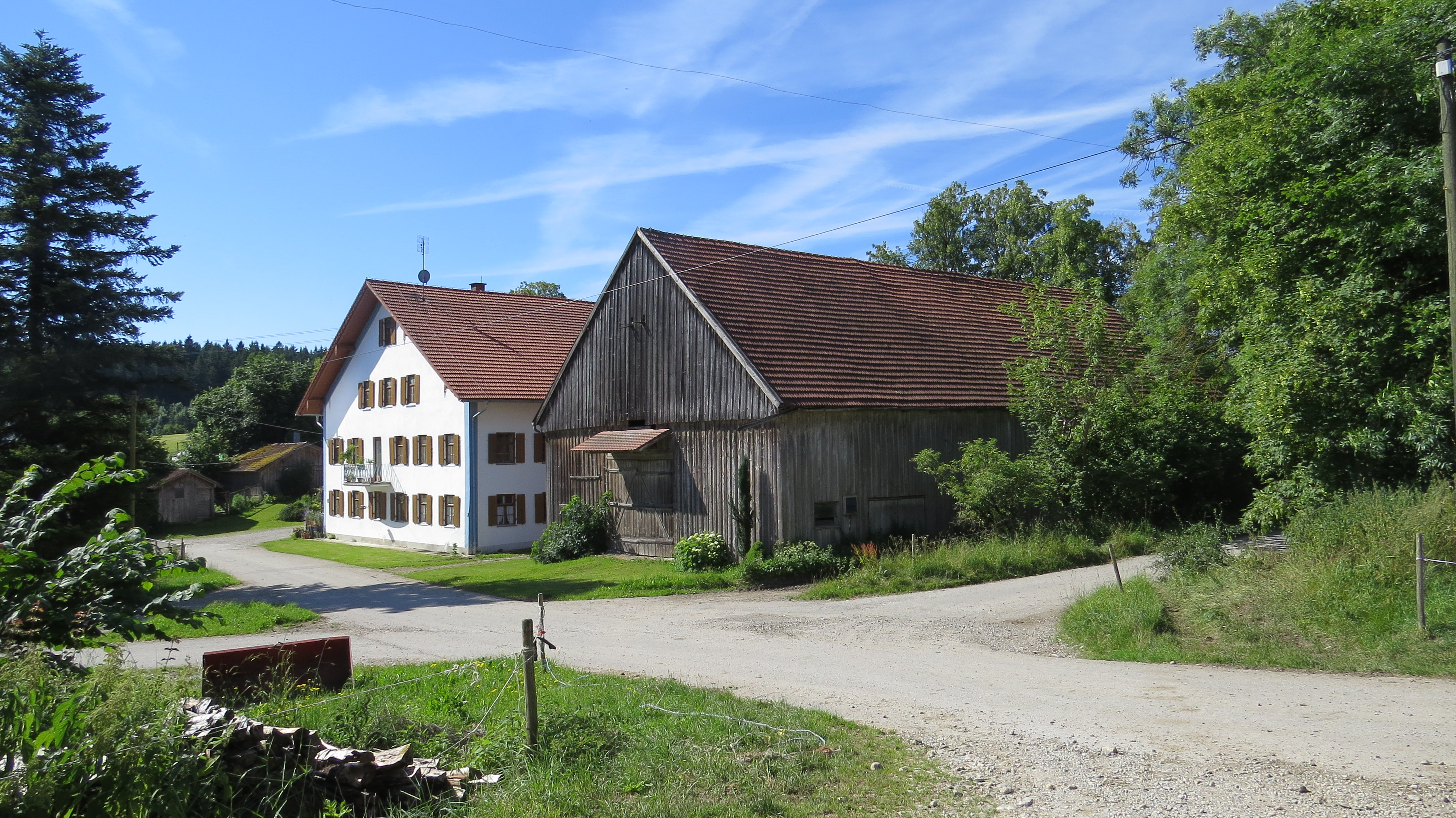
Verbretterter Ständerbau mit Satteldach, bezeichnet 1839